# Federazione pallavolistica delle Isole Marianne Settentrionali
La Federazione mariannense di pallavolo (eng. Northern Mariana Islands Volleyball Federation) è un'organizzazione fondata per governare la pratica della pallavolo nelle Isole Marianne Settentrionali.
Organizza il campionato maschile e femminile, e pone sotto la propria egida la selezione maschile e femminile.
Ha aderito alla FIVB nel 1986.